# Вторая Григорьевка
Втора́я Григо́рьевка — село в Сакмарском районе Оренбургской области, входит в состав Украинского сельсовета.

## География
Село находится на расстоянии примерно 19 км (по прямой) к северо-востоку от села Сакмара, административного центра района.

### Часовой пояс
Село Вторая Григорьевка, как и вся Оренбургская область, находится в часовой зоне МСК+2. Смещение применяемого времени относительно UTC составляет +5:00.

## История
Село основано в 1927 году. Сюда переселились крестьяне из Первой Григорьевки, главным образом, за счёт раздела крупных семей. В советское время работал колхоз имени XXI съезда КПСС.

## Население
| 2010 |
| ---- |
| 168  |

### Национальный состав
Согласно результатам переписи 2002 года, в национальной структуре населения русские составляли 68 % из 117 чел.